# 이형성
이형성(異形性, dysplasia)은 세포가 정상이 아닌 형태로 변화하는 형태변화의 일종이다. 일반적으로 상피 조직과 조혈 조직에 생긴다.
이형성은 세포(미시적 규모) 또는 기관(거시적 규모)의 비정상적인 성장 또는 발달, 그리고 이러한 성장으로 인한 비정상적인 조직학 또는 해부학적 구조의 모든 유형이다. 주로 미세한 규모의 이형성에는 상피성 이형성과 뼈의 섬유성 이형성이 포함된다. 주로 거시적 규모의 이형성에는 고관절 이형성, 골수이형성 증후군 및 다낭성 이형성 신장이 포함된다.
용어의 현대 조직병리학적 의미 중 하나에서, 이형성은 때때로 과형성, 화생 및 신생물을 포함하는 조직 변화의 다른 범주와 구별되며, 따라서 이형성은 일반적으로 암이 아니다. 예외적으로 골수이형성증에는 다양한 양성, 전암성 및 암성 형태가 포함된다. 그 밖의 다양한 이형성은 전암성인 경향이 있다. 따라서 이 단어의 의미는 조직병리학적 변이의 스펙트럼을 포괄한다.